# مغتصب متسلسل
المغتصب المتسلسل هو من قام باغتصاب أكثر من شخص واحد خلال فترة من الزمن. وفي أغلب الأحيان، يرتكب المغتصب المتسلسل عدة اغتصابات خلال شهور أو سنوات. ويستهدف بعض المغتصبون المتسلسلون الأطفال. ويمكن استخدام وصف «الاغتصاب المتكرر» أو «الاعتداء المتعدد» لوصف من يقومون بارتكاب عددًا من جرائم الاغتصاب المتتالية قبل أن تتم محاكمتهم. يرتكب آخرون جرائم اغتصابهم المتكرر في السجون. في بعض الحالات، يعمل مجموعة من المغتصبين المتسلسلين معًا. يكون لهؤلاء المغتصبون سلوكيات متشابهة يستدل بها غالبًا للتبؤ بأنشطتهم وللمساعدة في احتجازهم وإدانتهم. يختلف المغتصبون المتسلسلون عن مرتكبوا الاغتصاب لمرة واحدة، حيث يتضمن الاغتصاب المتسلسل غالبًا اختطاف وتهديد جسدي ربما يتضمن استخدام أسلحة.

## تطبيق القانون
تقوم وكالات تطبيق القانون بجمع الأدلة المستمد من الفحص الجسدي وشهادة من تعرضوا لواقعة الاغتصاب، وكثيرًا ما تعرقل عملية التعرف على مرتكب الجناية مع مرور الوقت. ويكون الدليل عبارة عن بصمة وراثية أو لعاب أو بصمات أو مسحات مهبلية أو آثار أظافر. في حالات الاغتصاب المتسلسل يعطى الجاني «لقبًا» قبل أن يتم القبض عليه من خلال تشخيص تقنياته وأساليبه المتكررة في الاغتصاب.
تكون احتمالية إدانة المغتصب المتسلسل أكبر من احتمالية إدانة المجرم الذي اغتصب شخصًا يعرفه. وعلى عكس المدانين بجريمة اغتصاب واحدة، لا يتعرف على المغتصبين المتسلسلين غالبًا بسبب بطئ سير عملية تحليل الأدلة المتراكمة.

## التكتيكات
يستطيع المغتصبون المتسلسلون فقط استخدام مواقع المواعدة على الإنترنت لتحديد ضحاياه والتعرف عليهم. وهناك تكتيك آخر يقوم فيه المجرم بتهديد الضحية بإلحاق الضرر بها وبعائلتها. ويستخدمون أحيانًا التخدير. بعض المغتصبون المتسلسون يتخصصون في التعرف على أهدافهم ومواعيدهم. ربما يصف المغتصب المتسلسل نشاطه وتكتيكاته على المواقع، واصفًا التكتيكات التي يستخدمها لارتكاب جرائمه الجنسية. استخدم أحد المتهمين حديثًا بتنفيذ جرائم الاعتصاب باستخدام تطبيقات الهواتف المحمولة مثل فيسبوك وكيك وسناب شات لبناء علاقات مع فتيات. يستدرج بعض المغتصبون المتسلسلون الفتيات لمناطق نائية.

## السمات الشخصية
يمكن وصف المغتصبون المتسلسلون بأنهم متلاعبين نفسيين مهرة، وذوي شخصية ومظهر ساحر." يختلف المغتصب المتسلسل عن المغتصب الذي اغتصب ضحية واحدة. فالمسافة التي يقطعها المغتصب لمرة الواحدة تكون أطول من المغتصب المتسلسل. حيث يتبع المغتصب لمرة واحدة أسلوب "الأسر"، فيعرض أحيانًا خدماته في الأتوستوب، أو يستخدم أسلوب الخداع فيلتقي بضحيته في حانة أو حفلة وينخرط في التفاعل الاجتماعي. على العكس من ذلك، يميل المغتصبون المتسلسلون لأسلوب نصب الكمين أو مداهمة الضحية. المغتصب المتسلسل غالبا ما يستهجف شخصًا غريبًا عنه على عكس مغتصب المرة الواحدة.
يميل المغتصب المتسلسل لإبراز السلوكيات الإجرامية المتطورة، مثل استخدام الواقيات الذكرية والقفازات. كما تكون له قدرة غالبًا قدرة على التحكم في المقاومة الجسدية عن طريق الإسكات عنوة والتقييد وعصب العينين والخنق. يميل المغتصب المتسلسل لاستهداف من يعملون في الجنس عن مغتصب المرة الواحدة.
ذكر أن المغتصبون المتسلسلون قادرين على تحسين قدرتهم وخبرتهم على ارتكاب جرائمهم من خلال «دراسة» الاغتصاب المتسلسل. ويتم ذلك من خلال مشاهدة الأفلام والإباحية وقراءة المؤلفات ذات الصلة والاستفادة من تجارب مغتصبين آخرين ومن خلال أيضًا تجاربهم الشخصية السابقة.

## ردع الاغتصاب المتسلسل
يوجد اقتراحات تدعو إلى التحقيق في الجاني بدلًا من الجريمة لمنع عمليات الاغتصاب التسلسلي. إنّ التراكم في تحليل أدلة الاغتصاب يعيق تحديد هوية المغتصبين المتسللين، إذ تبقى مئات الآلاف من أدلة الاغتصاب غير مفحوصة في جميع أنحاء الولايات المتحدة. كذلك لا تتعقبها معظم هيئات تنفيذ القانون أو تقوم بحسابها، فهذه العملية معقدة، وجائرة، وتستغرق وقتًا طويلًا، كما قد تعيد الصدمة للضحايا. يحتفظ مكتب التحقيقات الفيدرالي (FBI) بقاعدة بيانات للحمض النووي (DNA)، ويمكن إجراء مقارنات بين الحالات بناءً على ذلك، ولكن قد يسمح التأخير في تحليل أدلة الاغتصاب للجاني بمواصلة جرائمه قبل أن يتم التعرّف عليه بعد ارتكاب اعتداءات أخرى.
تشرح راشيل لوفيل -من جامعة كيس وسترن ريسرف- بالاعتماد على بحثها: «تشير نتائجنا إلى أنّه من المرجح جدًا أن يكون الجاني قد ارتكب اعتداءً جنسيًا في السابق، أو أنّه سيرتكب اعتداءً مرة أخرى في المستقبل... التحقيق في كل اعتداء جنسي كما لو كان قد ارتكب من قبل معتدٍ متسلسل محتمل، يُحتَمَل أن يحد من عدد الاعتداءات الجنسية إذا ركزت التحقيقات على الجاني أكثر من التركيز على الحوادث الفردية.»
وجد البحث أيضًا اختلافًا بين سلوك المعتدين المتسلسلين والجناة لمرة واحدة، ووفقاً للتقرير، فإنّ الجرائم التي يرتكبها المغتصبون المتسلسلون غالبًا ما تتضمن الاختطاف، التهديد اللفظي والجسدي للضحايا، واستخدام أو التهديد باستخدام الأسلحة.
لا يمكن إلقاء اللوم على ضحية مغتصب متسلسل في حدوث الجريمة، إلا أنّ الحد من خطر التعرّض للاغتصاب من قبل مغتصب متسلسل هو أمر ممكن، وفقًا لمؤسسات تطبيق القانون. تقول تريسي كوكس -مديرة الاتصالات في المركز المرجعي الوطني للاعتداءات الجنسية- بأنّ التركيز على الدفاع عن النفس في السياق المجتمعي الأوسع، يضع المسؤولية على عاتق الضحية في مواجهة الهجوم وليس على المجتمع ككل لمنعه.
تقول كوكس: «يحتاج المجتمع إلى إظهار عدم تسامح مطلق مع العنف الجنسي. بدلًا من القول: «لا تتعرض للاغتصاب»، الذي ينقل المسؤولية إلى ضحية محتملة، يجب أن تكون الرسالة «لا تغتصب» مع التركيز على محاسبة الجناة.»
وتضيف: «من المؤكد أنّ استراتيجيات الحد من المخاطر -مثل دروس الدفاع عن النفس، يمكن أن تكون جزءًا من نهج شامل أكبر يهدف لمنع جرائم العنف الجنسي. ولكن، للحصول على مجتمعاتٍ أكثر أمانًا، يجب علينا إحداث تغيير اجتماعي.»
يقوم المسؤولون الجامعيون بوضع استراتيجيات تستهدف الرجال، عن طريق تثقيفهم حول اجتناب الاغتصاب، والمسؤولية التي تقع على عاتقهم للتدخل ومنع الحالات التي قد تضعف فيها بصيرة أصدقائهم بعد تناول الكحول، والتي قد ترفع احتمالية حدوث حالات اغتصاب.